# Bitwa pod Gniewoszowem
Bitwa pod Gniewoszowem – bitwa stoczona w okolicach Gniewoszowa 9 sierpnia 1831 roku w czasie powstania listopadowego.

## Tło historyczne
Po odebraniu wiadomości w Warszawie o gotującej się przeprawie przez Wisłę korpusu rosyjskiego gen. Rüdigera głównym naczelnikiem województw: sandomierskiego, kaliskiego i krakowskiego, mianowany został gen. Samuel Józef Różycki, który powrócił niedawno z wyprawy z gen. Dembińskim. Wojska zebrane nad górną Wisłą podzielono na dwa oddziały: pierwszy pod dowództwem pułkownika Kalinkowskiego (złożony z dwóch baonów 22 pułku piechoty liniowej, z batalionu strzelców sandomierskich i innych drobnych partii) w liczbie około 1,7 tys. ludzi, stał pod Kazimierzem, strzegąc koryta Wisły od ujścia Pilicy do Janowca; drugi (złożony z batalionu 22. pułku liniowego, z batalionu rusko-litewskiego legionu, ze strzelców Grothusa i 450 konnych z pułku jazdy wołyńskiej ppłk. Różyckiego) razem około 1,5 tys. ludzi, pod dowództwem pułkownika Rzepeckiego, zajmował Tarłów i Wolę Pawłowską. Wojska te miały być wzmocnione dawnym partyzanckim oddziałem gen. Różyckiego w liczbie 1 tys. ludzi i 4 dział, idącym pod dowództwem pułkownika Obuchowicza forsownym marszem z Warszawy do Radomia. Tym sposobem całe siły Różyckiego wynosiły do 4,2 tys. ludzi. Rosjanie podchodzili z kilku stron.

## Przebieg bitwy
Straż przednia korpusu gen. Rüdigera pod dowództwem gen. Gejsmara (19 i 20 pułk strzelców: Kinburski i Noworossyjski pułk dragonów oraz pułk kozaków z 8 działami, razem 3, tys. ludzi) miała przejść 7 sierpnia z Woli Pawłowskiej do Lipska. 8 sierpnia Geismar stanął jednak już w Ciepielowie, a Rüdiger w Lipsku, gdzie dowiedziawszy się o marszu oddziału Kalinkowskiego z Janowca do Radomia, kazał ks. Wirtemberskiemu ścigać Różyckiego, dla przecięcia zaś Polakom drogi do Radomia, wyprawił ze straży przedniej, pod dowództwem generała Kwitnickiego jeden batalion, cztery szwadrony i dwa działa ku Iłży. Dla zniesienia oddziału Kalinkowskiego pozostałe wojska Geismara forsownym marszem skierował na tyły Polaków ku Granicy. Dwa bataliony, trzy szwadrony i dwa działa, pod dowództwem gen. Płachowa, posuwały się z Lipska do Zwolenia, a pułkownik Czerkasow z jednym batalionem, dwoma szwadronami i dwoma działami, szedł na Kalinkowskiego z frontu, na Janowiec; reszta wojsk Rüdigera skierowała się do Ciepielowa. Kwitnicki 9 sierpnia dosięgnął Różyckiego w Iłży i nie doczekawszy się ks. Wirtemberskiego, uderzył na silniejszego nieprzyjaciela, ale przegrał bitwę pod Iłżą. Gen. Geismarowi powiodło się lepiej. Płk Kalinkowski wiedząc, że jest otoczonym przez wojska Rüdigera, pomaszerował na północ do Gniewoszowa. Do Granicy doszedł szczęśliwie, ale tu na niego uderzył Geismar. Uszykowawszy piechotę w czworoboki Kalinkowski dzielnie się bronił, jednak dwa czworoboki nowozaciężnej piechoty zostały rozbite przez szarże kinburskich dragonów. Gdy utracono dwa działa, nakazał odwrót w las, gdzie jednak już czekali strzelcy Geismara. Tam otoczony, straciwszy już dwa działa i ok. 300 poległych, płk Kalinkowski złożył broń z 17 oficerami i 505 szeregowymi. Jedynie 170 ludzi przedarło się lasami do sił gen. Różyckiego. 22 pułk piechoty liniowej przestał istnieć. Rosjanie stracili ok. 100 zabitych i rannych.

## Konsekwencje
Zagrożenie stolicy od południa nie zostało zażegnane. Różycki wycofał się za Pilicę, a Rüdiger wzmocniony zajął Radom. Działania na froncie południowym miały charakter pomocniczy dla obu stron konfliktu, ale zostały wygrane przez Rosjan.

## Upamiętnienie
Na cmentarzu w Oleskowie znajduje się kwatera poległych w bitwie, odrestaurowana w 2005 roku.